# Involucroscypha
Involucroscypha is een monotypisch geslacht van schimmels uit de orde Helotiales. De familis is nog niet met zekerheid bepaald (Incertae sedis). Het bevat alleen Involucroscypha involucratatrata.